# تینوس فن بوردن
تینوس فن بوردن (هلندی: Tinus van Beurden; ۳۰ آوریل ۱۸۹۳ – ۲۹ مهٔ ۱۹۵۰) بازیکن فوتبال اهل هلند بود.
از باشگاه‌هایی که در آن بازی کرده‌است می‌توان به باشگاه فوتبال ویلم دوم اشاره کرد.
وی همچنین در تیم ملی فوتبال هلند بازی کرده‌است.